# Alenia Aeronautica
Alenia Aeronautica war ein Luft- und Raumfahrtunternehmen des italienischen Finmeccanica-Konzerns. Es entstand Anfang der 1990er Jahre durch die Fusion der Unternehmen Aeritalia und Selenia. Am 1. Januar 2012 wurde Alenia Aeronautica von der Konzernmutter Finmeccanica (heute Leonardo) mit Aermacchi zu Alenia Aermacchi verschmolzen.

## Geschichte

### Aeritalia
Aeritalia entstand 1969 in Neapel durch den Zusammenschluss der Flugzeugbauer von Fiat und Finmeccanica mit Aerfer und Salmoiraghi. Fiat Aviazione hatte lange Zeit vor allem Militärflugzeuge gebaut, darunter das leichte Kampfflugzeug G.91, das auch von der Luftwaffe der Bundeswehr in großer Stückzahl verwendet wurde. Die Flugzeugmotoren- und Schiffsturbinensparte von Fiat blieb unter der Bezeichnung Fiat Avio bis 2003 beim Konzern.
1976 wurde Aeritalia zu 100 % in den Staatsbesitz überführt. Das Unternehmen war Italiens wichtigster Flugzeugbauer. Die Palette umfasste den zivilen sowie den militärischen Flugzeugbau, Drohnen, Avionik, Flugzeug- und Helikopterantriebe und auch Satellitentechnik.
Aeritalia war am Bau des Kampfflugzeugs Tornado und des leichten Jagdbombers AMX beteiligt und stellte das Transportflugzeug G.222 (heute Alenia C-27) her. Im zivilen Flugzeugbau war es lange Zeit ein Subunternehmer von McDonnell Douglas und baute in Italien u. a. Teile des Rumpfes der MD-80-Serie. Aus industriepolitischen Gründen war die staatliche italienische Fluggesellschaft Alitalia daher lange Jahre Stammkunde bei McDonnell Douglas. Daneben produzierte man insbesondere nach der Übernahme von McDonnell Douglas durch Boeing Teile der Boeing 767. In den 1980er Jahren gründete Aeritalia zusammen mit Aérospatiale das Unternehmen ATR.
Sowohl Aeritalia als auch Alitalia gehörten früher zur inzwischen aufgelösten staatlichen Holding IRI.

### Selenia
Selenia beschäftigte sich schwerpunktmäßig mit den Bereichen Radar, Sensoren und Avionik.

### Fusion
1990 fusionierte der Mutterkonzern Finmeccanica seine beiden Töchter Aeritalia und Selenia zur neuen Alenia. Aus ihren Unternehmensbereichen entstanden später selbständige Unternehmen des Finmeccanica-Konzerns, die teilweise in europäischen Luftfahrt- und Rüstungskonzernen aufgingen:
- Alenia Aeronautica, dann Alenia Aermacchi (Flugzeugbau)
- Alenia Spazio, dann Alcatel Alenia Space, heute Thales Alenia Space und Telespazio (Raumfahrt)
- Alenia Difesa, dann Alenia Marconi Systems (mit WASS, Teilen von Oto Melara und anderen), heute MBDA (Raketen), Selex Sistemi Integrati (ehem. Selenia), Selex Sensors and Airborne Systems (ehem. Galileo, Fiar und Meteor), Selex Communications und Elsag Datamat (Avionik, Sensoren, Telekommunikation, Radar usw.)

Der Mutterkonzern Finmeccanica übergab Alenia Aeronautica bereits 2005 die Kontrolle über den Flugzeughersteller Aermacchi, weswegen dessen Produkte schon vor der Fusion die Bezeichnung Alenia Aermacchi trugen. Aeronavali, ein Finmeccanica-Unternehmen, das sich mit der Wartung und dem Umbau von Flugzeugen befasste, änderte seine Firma ebenfalls in Alenia Aeronavali. Finmeccanicas Hubschrauberhersteller AgustaWestland und der Triebwerkshersteller Avio Aero waren bei Alenia nie eingebunden. AgustaWestland übernahm jedoch Produktionsanlagen von Alenia Aeronavali.
Alenia Aeronautica war bis 2011 einer der wichtigsten Bestandteile des Finmeccanica-Konzerns. Im militärischen Bereich war es am Bau des Eurofighters und des Joint Strike Fighters beteiligt, im zivilen Bereich fertigte es als Freelancer sowohl für Boeing als auch für Airbus Flugzeugkomponenten. Daneben baute Alenia zusammen mit EADS (früher Aérospatiale) unter der Bezeichnung Avions de Transport Régional (ATR) Regionalflugzeuge und belieferte auch das Unternehmen Dassault.